# Cemitério Judaico de Obergrombach

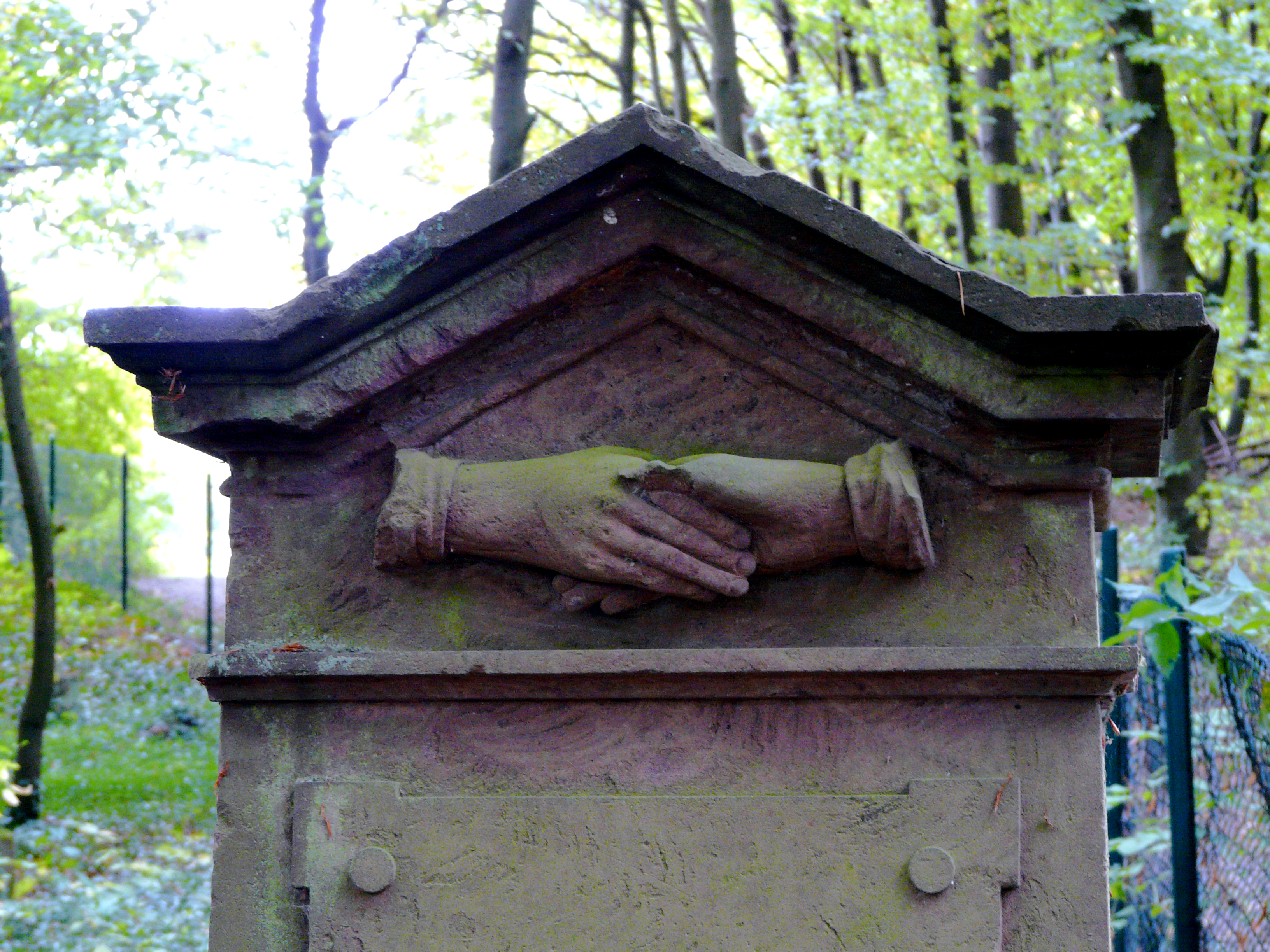
Aperto de mãos em uma pedra sepulcral de um casal

O Cemitério Judaico de Obergrombach (em alemão:  Jüdischer Friedhof Obergrombach) foi estabelecido em 1632 em Obergrombach, atualmente distrito de Bruchsal, como associação de cemitérios judaicos de diversas comunidades judaicas. Durante o regime nazista o cemitério foi destruído e a maior parte de suas pedras sepulcrais desapareceram. Foi tombado como patrimônio cultural.